# كورتني بليدز
كورتني بليدز (بالإنجليزية: Courtney Blades)‏ هي لاعبة كرة لينة أمريكية، ولدت في 16 مايو 1978.